# امسویل (اوهیو)
امسویل، اوهایو (به انگلیسی: Amesville, Ohio) یک منطقهٔ مسکونی در ایالات متحده آمریکا است که در اوهایو واقع شده‌است.

## خصوصیات
امسویل ۰٫۵۷ کیلومترمربع مساحت و ۱۵۴ نفر جمعیت دارد و ۱۹۳ متر بالاتر از سطح دریا واقع شده‌است.